# Awashonks
Awashonks (auch geschrieben Awashunckes, Awashunkes oder Awasoncks, bl. ca. 1670–1690 in der Plymouth Colony) war eine saunkskwa, ein weiblicher sachem (Häuptling) der Sakonnet (auch geschrieben Saconet), einer Gruppe der Wampanoag in Rhode Island. Sie lebte am südlichen Rand der Plymouth Colony auf Patuxet Homelands, nicht weit von der Narragansett Bay, in der Nähe dessen, was heute Little Compton, Newport County ist. In der Mitte des 17. Jahrhunderts drangen englische Siedler der Plymouth Colony auf dem Weg nach Westen und Süden in ihr Land ein. Obwohl sie sich vorher mit den Engländern verbündet hatte, um ihre Macht zu vergrößern, untergrub die englische Kolonisation ihr Ansehen sowohl bei den Engländern als auch bei den Sakonnets. Awashonks war bekannt für ihr besonderes Talent für Verhandlungen und Diplomatie, das dazu beitrug, dass die Sakonnets zu den Ureinwohnergemeinschaften gehörten, die von den Kolonisten Amnestie erhielten.

## Leben
Awashonks wurde Häuptling aufgrund ihrer Führungsqualitäten; die Position ergab sich nicht aufgrund Abstammung und sie wurde intern wie von außen als Anführerin in Frage gestellt. Sie wurde als saunkskwa bzw. weiblicher Häuptling, in den englischen Dokumenten auch als Squaw sachem bezeichnet.
Awashonks hat wohl keinen formellen Kontakt mit den Engländern bis zum Juli 1671, als die Anführer der Plymouth Colony sie und andere Indianer zu einem Treffen einluden und Gewalt androhten, falls sie sich weigerten teilzunehmen.   Awashonks unterzeichnete bei dem Treffen die Articles of Agreement, in denen sie zustimmte, Waffen abzugeben und die Sakonnet auszuliefern, die beschuldigt wurden, Unruhe zu stiften.  Das Abkommen wurde auch von Totatomet und Somagaonet unterschrieben und am 24. Juli 1671 bezeugt von Tattacommett, Samponcut und Tamoueesam (alias Jeffrey). Nicht lange danach, im August, unterzeichneten Awashonks’ Männer ein Papier, in dem sie Awashonks Handeln gemäß der Vereinbarung bestätigten; von den Unterzeichnern sind drei Namen bekannt: Totatomet, Tunuokum, Sausaman.  Am 20. Oktober 1671 schrieb ihr Gouverneur Thomas Prence, dass er die Namensliste erhalten habe und versicherte ihr, dass die Engländer sich freundschaftlich verhalten würden.
Als Nächstes ist Awashonks vor den Gerichten von Plymouth bezeugt: Im Jahr 1674 beschuldigte Mammanuah, ihr Sohn und bei den Sakonnets ihr Rivale, Awashonks der Körperverletzung. Awashonks hatte Mammanuah fesseln und bedrohen lassen, nachdem er versucht hatte, Land an englische Siedler zu verkaufen. Das Gericht entschied zu Mammanuahs Gunsten, möglicherweise um die englischen Landkäufer zu beschwichtigen. Allerdings reduzierte das Gericht, offenkundig aus Respekt vor Awashonks, ihre Geldstrafe auf nur 5 Pfund anstatt der von Mammanuah geforderten 500 Pfund.
Awashonks hatte zwei Ehemänner, Wawayeenit und Tatoson. Mit Tatoson hatte sie einen Sohn, Peter Awashanks oder Petonuitt, eine Tochter namens Betty und Mammanuah († 1698), der sachem wurde, als sie starb. Mammanuah hatte zwei Söhne, John und William Mammanuah und einen Enkel ebenfalls namens John. Peter Awashanks wurde nicht sachem, unter anderem weil ihm nach dem Krieg von Metacomet (dem Obersachem der Wampanoag, auch als King Philip bekannt) die Rückkehr nach Little Compton verboten wurde und er zusammen mit anderen jüngeren Sakonnet-Männern daran gehindert wurde, den Sippican River bei Rochester zu überschreiten. Er erhielt schließlich Land an den Manomet Ponds und die Familie setzte sich zumindest für mehrere Generationen fort, wobei der Name zu Washanks und später einfach Shanks verkürzt wurde. Peters Enkel Penelipa, (Penelope), Deborah, Charles und Peter erhielten Land in der Watuppa Reservation als Dank für die Hilfe der Sakonnets für die Engländer und Benjamin Church im King Philip’s War. Zwei Urenkel namens Peter und Abel Washonks waren Soldaten im Revolutionskrieg in Massachusetts bzw. Connecticut.
Awashonks hatte noch zwei weitere Söhne von einem Mann namens Wawayeenit, der möglicherweise der sachem von Nantucket war. Diese Söhne hießen Amos (Samponack) und Simon (Cakawehunt). Sie hatte auch zwei Stiefsöhne, ebenfalls lokale Unterhäuptlinge namens Osohmehun und Popsitigo, auch bekannt als Peter und Pope Quanawin. Ihre Nachkommen lebten bis in die 1850er Jahre in Dartmouth und New Bedford, obwohl sich der Name in Quonwell und Varianten wandelte.
Um 1675 war das Verhältnis zwischen den Engländern und den Wampanoag angespannt. Metacomet (Obersachem der Wampanoag) versuchte, eine militärische Koalition aufzubauen, um gegen die Siedler von Plymouth in den Krieg zu ziehen. Metacomet schickte sechs Männer zu Awashonks, um sie davon zu überzeugen, sich im Kampf gegen die Engländer auf seine Seite zu stellen. Die Gesandten erklärten, dass Metacomet, wenn sie sich weigere, das Vieh der Kolonisten töten und ihre Häuser auf ihrer Seite des Flusses niederbrennen werde, und es so aussehen lassen werde, als hätten die Sakonnet das Verbrechen begangen. Awashonks schickte nach Benjamin Church, dem militärischen Führer (Captain) der Plymouth Colony. Als er kam, waren gerade Hunderte von Menschen anwesend und Awashonks leitete einen zeremoniellen Tanz. Awashonks unterbrach das, um Church zu treffen. Church versicherte ihr, dass Plymouth sich nicht auf einen Krieg vorbereite, was Metacomets Gesandte behauptet hatten. Church riet Awashonks, zum Gouverneur von Plymouth zu gehen und sich den Engländern anzuschließen. Zum Teil aufgrund der Hilfe von Anführern wie Awashonks besiegten die Engländer Metacomet im sogenannten King Philip’s War.
Ein letztes Mal ist Awashonks 1683 vor dem Gericht in Plymouth bezeugt, da sie beschuldigt wurde, bei der Tötung eines Säuglings ihrer Tochter Betty geholfen zu haben. Sie und Betty überzeugten das Gericht zwar, dass der Säugling eine Totgeburt war, aber Betty wurde der Unzucht für schuldig befunden. Das Gericht tadelte Awashonks dafür, dass sie eine Frau auspeitschen ließ, weil sie berichtet hatte, Betty sei schwanger.

## Nachleben
Awashonks Name erscheint in den offiziellen Aufzeichnungen Neuenglands mehr als der jeder anderen indianischen Frau.
Eines der 33 Walfänger-Schiffe aus Massachusetts, das beim Whaling Disaster im Jahr 1871 verloren ging, war die Awashonks.
Im späten neunzehnten Jahrhundert, in einer Phase des romantischen Interesses am „verschwundenen Indianer“, wurde ein Findling in Wilbur Wood, Little Compton, aufgestellt. Die Inschrift lautet: „In memory of Awashonks Queen of Sogkonate & friend of the white man.“
Judy Chicago widmete ihr eine Inschrift auf den dreieckigen Bodenfliesen des Heritage Floor ihrer 1974 bis 1979 entstandenen Installation The Dinner Party. Die mit dem Namen Awashonks beschrifteten Porzellanfliesen sind dem Platz mit dem Gedeck für Sacajawea zugeordnet.